# Mamozio
Mamozio è un personaggio immaginario ideato a Pozzuoli, legato al ritrovamento di una statua di epoca romana.

## Storia

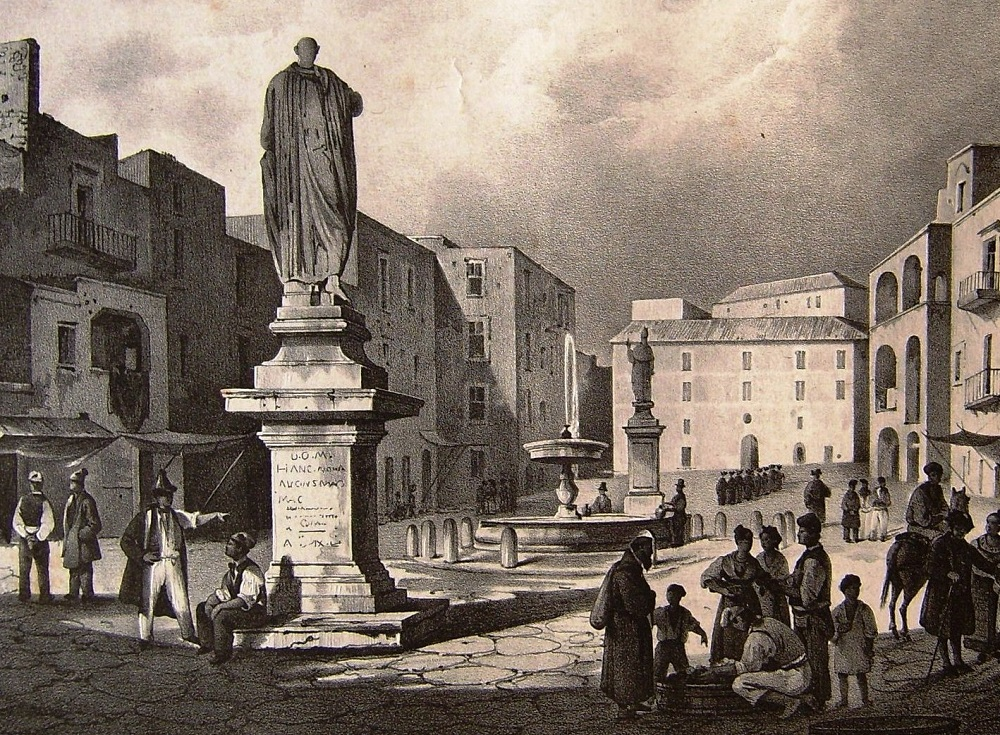
La piazza con le due statue in un disegno d'epoca

Nel 1704 a Pozzuoli, durante gli scavi per l'edificazione della chiesa di san Giuseppe, fu ritrovata una statua acefala attribuita al console romano Lolliano Mavorzio. Come d'uso all'epoca, il capo mancante fu reintegrato, ma da una testa sproporzionatamente piccola rispetto al corpo che conferiva alla statua un'aria imbambolata.
Il nome Mavortio fu distorto dai puteolani in Mamozio, che ha assunto da allora il significato di persona stupida e sciocca.
La statua venne collocata nella piazza del mercato, nelle vicinanze di una statua raffigurante il vescovo Martín de León Cárdenas, e veniva chiamata dal popolo con il nome di "santo Mamozio", che divenne un po' il protettore dei verdummari (gli ortolani) del luogo, i quali gli rivolgevano suppliche e pare anche che gli lanciassero, quando la stagione era propizia, offerte di fichi e pomodori. Questi gesti frequenti indussero le autorità nel 1918 a spostare la statua nell'antiquarium dell'Anfiteatro Flavio per proteggerla da possibili danni. Circa cinquant'anni dopo fu trasferita nel Museo archeologico dei Campi Flegrei.
Da allora questo titolo è stato trasferito alla statua del vescovo spagnolo presente nella stessa piazza.

### Aneddoti
Tra gli aneddoti che vi si narrano, un contadino avrebbe portato fascina di fichi per ingraziarsi il santo, e dopo avergli lanciato una manciata di fichi, notando che quelli maturi si appiccicavano alla statua, mentre quelli acerbi cadevano ai suoi piedi, avrebbe pronunciato, nel dialetto locale:
Un altro aneddoto legato invece al monumento dedicato al vescovo spagnolo afferma che la sua traslazione scatenò una serie di catastrofi naturali: infatti, secondo l'esperto di storia e folclore locale Antonio Isabettini, casualmente le calamità che colpirono la città nel secolo scorso ebbero inizio pochi mesi dopo il trasferimento della statua nei giardinetti del Carmine nel 1964, ed ebbero fine solo nel 1987, quando la statua ritornò al suo posto. Nel 2014, la statua di San Mamozio, ovvero quella del Vescovo Léon y Cardenas, è stata posizionata in Piazza Cesare Augusto, e l'intensificazione del bradisismo da allora ha fatto ritornare in voga questa teoria tra i locali.

## Mamozio oltre Pozzuoli
- A Procida la tradizione popolare usava il nome Mamozio per un mascherone che orna la rosta del portone del palazzo Emanuele del XIX secolo.
- A Ponza prese il nome di Mamozio una nota statua romana rinvenuta nel 1700, e decapitata nel 1809 da un soldato francese. La testa fu reintegrata nel 1844 ad opera di uno scultore locale, e in seguito rimossa definitivamente.
- A Isernia, a guardia dell'arco che attraversa la torre campanaria della Cattedrale, in zona di mercato, si trovano quattro statue togate di età romana. Queste statue, originariamente acefale e in seguito integrate da teste più piccole rispetto al corpo, sono conosciute nella tradizione locale come mamozi.
- A Napoli con Mamozio si intende un sempliciotto, facilmente raggirabile.

## Mamozio nella filmografia
- Nel film Il monaco di Monza, Erminio Macario interpreta il personaggio di fra' Mamozio, compare di Totò. Lo stesso De Curtis, nel film del 1961 Totò contro Maciste, uscendo di scena inveisce contro i due soldati a guardia dell'entrata dicendo "E questi due mamozi che ci fanno qui?".
- Nella prima puntata (intitolata Febbre) della seconda stagione de Il commissario Ricciardi, al suo rientro in questura il protagonista trova nel suo nuovo ufficio due grandi quadri appesi, raffiguranti Benito Mussolini e Vittorio Emanuele III, che il brigadiere Maione definisce mamozi.